# TV-D1
TV-D1 (Test Vehicle Demonstration 1) foi um teste de aborto em alta altitude como parte do programa Gaganyaan, com lançamento ocorrido no dia 21 de outubro de 2023.

## Antecedentes
Em abril de 2022 foi proposto que ambas missões de demonstração utilizem um módulo despressurizado. No dia 10 de agosto de 2022 a ISRO realizou um teste de ignição segurada do Sistema de Escape. A coifa do módulo do motor de aborto em alta altitude foi entregue pela Hindustan Aeronautics Limited no dia 18 de agosto de 2022.
Em 13 outubro o teste foi adiado para janeiro de 2023 e no dia 28 de outubro foi adiado para fevereiro de 2023. Em dezembro de 2022, foi concluído com sucesso o teste de qualificação estrutural para a Coifa do Módulo Tripulado com Grid Fins para a configuração do TV-D1. No dia 5 de janeiro de 2023 foi anunciado que seis voos experimentais serão realizados entre 2023-2024, com o primeiro voo tripulado ocorrendo no fim de 2024. Em junho de 2023 o teste estava marcado para agosto, com o foguete já pronto em Sriharikota. Por fim, o teste foi marcado para o dia 21 de outubro de 2023.

## Objetivos
Com um foguete baseado no estágio GLSV L40, TV-D1, o primeiro voo de desenvolvimento do programa Gaganyaan, foi lançado no Centro Espacial Satish Dhawan, as 04:30 UTC, após a primeira tentativa ter sido cancelada no mesmo dia devido a uma anomalia no sistema cinco segundos antes do lançamento. Voou até 11,7 km acima do nível do mar, onde um cenário de aborto de alta altitude a 1,482 km/h foi iniciado, separando a cápsula, que voou até entre 16,6 km de altitude, tendo seu paraquedas principal aberto a 2,5 km, com um pouso no oceano a 10 km da costa de Sriharikota, na Baía de Bengal. A missão testou a separação da cápsula do foguete, o desvio da trajetória até uma distância segura e a liberação do paraquedas. A cápsula teve a mesma massa que a versão tripulada.
A missão foi rastreada pela equipe em Sriharikota. Com seu sucesso, a Índia se tornou o quarto país, após a Rússia, Estados Unidos e China, a dominar esta tecnologia.
Gaganyaan 1, o primeiro voo orbital, deverá ocorrer em 2024.